# Шкуратова сотня
Шкуратова сотня — територіально-адміністративна і військова одиниця Прилуцького полку Гетьманщини в 17 ст.

## Історія
«Реєстром» 1649 р. Прилуцька сотня була розділена на чотири підрозділи по 100 козаків, в тому числі на четверту Прилуцьку сотню, яка названа Шкуратовою, за прізвищем сотника Івана Шкуратовича. Існувала приблизно до 1658 р.